# Bellevue (Genebra)
Bellevue é uma comuna suíça do cantão de Genebra.

## Localização
Bellevue fica entre o Lago Lemano a Este e o País de Gex, França, a Oeste, Genthod e Collex-Bossy a Norte, e Pregny-Chambésy e Le Grand-Saconnex a Sul.

## Geografia
Segundo o Departamento Federal de Estatísticas  Bellevue tem 42,8% de superfície habitável
e só 15,7 % agrícola. O facto de se encontrar muito próximo de Genebra explica a explosão demográfica desta comuna que passou sucessivamente de 1.000 habitantes em 1980, 1.500 em 1990, 1.800 em 2000 e 2.940 em 2008.

## Economia
Além de um hotel de renome de cinco estrelas, La Resérve, possui uma grande indústria relojoeira de luxo, a Richemont.

## Transporte
Além da auto-estrada A1 (Este-Oeste) que de Genebra parte para Lausana em direcção de São Galo para entrar na Áustria, e que para Sul se liga com as A40 francesa, há a chamada Estrada do Lago que serve as localidades entre Genebra e Lausana. Entre as duas a linha de combóio que parte da Estação de Cornavin, tem não só serviço regional, como inter-regional e internacional.